# Brummer
Brummer era a designação dada aos cerca de mil e oitocentos soldados mercenários germânicos, contratados pelo governo brasileiro em 1851, para lutarem na Guerra contra Oribe e Rosas.
A alcunha de Brummer significa resmungador, murmurador, o que eles de certo faziam por causa do soldo e das condições de vida; e também devido a falarem um dialeto estranho aos demais imigrantes alemães.

## Antecedentes
A Dinamarca havia apoiado Napoleão Bonaparte, e ao final do conflito teve de ceder a administração do Ducado de Schleswig para a Áustria, e a do Ducado de Holstein para a Prússia.

Em 1846 o Rei Christian VIII da Dinamarca repudiou o acordo; desencadeando a Primeira Guerra do Schleswig (1848-1851). Esse conflito foi usado pela Prússia para unir os pequenos estados germânicos autônomos; contribuindo para a concretização da unificação da Alemanha. A região de Schleswig-Holstein foi incluída na Confederação Germânica, e suas forças militares desmobilizadas.

## Histórico
O início das ameaças de guerra no Rio da Prata coincidiram com o fim da Primeira Guerra do Schleswig, que deixou um grande contingente de soldados do exército de Schleswig-Holstein disponíveis. Em 6 de setembro de 1850 o gabinete do Marquês de Olinda, temendo uma nova guerra com a Argentina, resolveu contratar soldados de infantaria e artilharia na Alemanha.
O encarregado das contratações foi o Coronel Sebastião do Rêgo Barros que conseguiu embarcar para o Brasil doze companhias com cerca de 1800 homens; as quais começaram a chegar ao Rio de Janeiro em junho de 1851. Cada companhia consistia de um capitão, um tenente, dois alferes, um primeiro sargento, dois segundo sargentos, um furriel, seis cabos, seis anspeçadas, dois tambores, e cento e quarenta soldados.
No Brasil foram recebidos com grandes honras, porém a tropa tinha elementos muito heterogêneos, os oficiais brummer tinham grandes rivalidades entre si, que foram se aprofundando durante a viagem até a frente de batalha no sul do Brasil. Além disso vários dos soldados recrutados eram novatos, promovendo frequentes arruaças. Estes fatores contribuíram para a perda de sua confiança pelos oficiais brasileiros, fazendo com que poucos fossem enviados para o combate. A guerra acabou rapidamente e os Brummer foram  desmobilizados.
Entre estes legionários encontravam-se muitos de certa cultura, que deixariam influência sobre os colonos alemães radicados no Rio Grande do Sul e Santa Catarina.

## Organização

Organograma da Legião Alemã

Quando contratados em Hamburgo, a Legião Alemã foi distribuída em Infantaria, Artilharia e Engenheiros. Da Infantaria foi formado o 15º Batalhão de Infantaria, subordinado à 3ª Divisão do brigadeiro José Fernandes durante a Campanha do Uruguai. Comandando o 15º BI estava o tenente-coronel Barão von der Heyde, e posteriormente o major Lemmers-Dranforth. A artilharia formou o Corpo de Artilharia Prussiana, sob o comando do tenente-coronel Barão von der Held. Os engenheiros formaram duas companhias: pontoneiros e de trem.

### Uniformes e armamentos
O brummer Frederico Lange descreve em suas cartas aos familiares, que as tropas militares vieram para o Brasil com os mesmos uniformes e armamentos usados na Europa. E pede dinheiro para adquirir roupas civis, pois ainda enverga o fardamento do Corpo de Caçadores (em alemão:  Jägerkorps) de Schleswig-Holstein.
Os Brummer introduziram no Brasil o fuzil Dreyse de retrocarga, muito efetivos na guerra contra Rosas e na Guerra do Paraguai.

## Assimilação
Apenas quatrocentos e cinquenta aguardaram o término do contrato engajados no exército, enquanto o restante desertou ou faleceu. Os que permaneceram no Rio Grande do Sul, foram atraídos pelos núcleos alemães e pelas novas colônias que se abriram depois de 1850, onde receberam terras.
Os Brummer, por terem um nível educacional superior aos dos colonos alemães da época, exerceram grande influência nos locais onde se estabeleceram; trabalhando como comerciantes, diretores de colônias, agrimensores, professores ou agricultores.
Alguns destes fizeram carreira política, sendo o mais conhecido o jornalista, professor, advogado e mais tarde deputado Carlos Von Koseritz, que se destacou na defesa dos direitos políticos dos imigrantes. 
Outros brummer importantes foram o Barão Von Kahlden, além de Wilhelm Ter Brüggen e Friedrich Hänsel que foram membros da Assembleia Provincial do Rio Grande do Sul; Herrmann Rudolf Wendroth, pintor que registrou em aquarelas a vida da província naqueles tempos; Franz Lothar de la Rue, primeiro diretor da colônia de Teutônia; Carl Otto Brinckmann, jornalista em Santa Maria; Carlos Jansen, jornalista em Porto Alegre.
Alguns participaram posteriormente da Guerra do Paraguai, como Viktor von Gilsa que reuniu 87 Voluntários da Pátria em Blumenau; Peter Wilhelm Meyer, instrutor da Escola Militar e comandante do Corpo Provisório de Atiradores.